# جاز
جاز (به انگلیسی: jazz) (یا به گویش انگلیسی جَز.) یک سبک موسیقی  در اواخر سده نوزدهم و اوایل سده بیستم است که از مشخصات آن، به‌کارگیری نت‌های محزون، سنکُپ وضدضرب، ضرب‌های کشیده-کوتاه و خرامان (سوینگ)، تغییرات داینامیکی وسیع، به‌کارگیری ندا و پاسخ، پلی‌ریتمیک بودن و مهم‌تر از همه بداهه‌نوازی است؛ و آن را نخستین فُرم هنری (Art Form) پدید آمده در ایالات متحدهٔ آمریکا می‌دانند. گروه موسیقی ای که جاز بنوازد، گروه جاز نام دارد.
با فراگیری جاز در سراسر دنیا،  این موسیقی تأثیر زیادی روی فرهنگ‌های موسیقایی ملت‌ها، مناطق و محل‌های مختلف، همچنین رشد بسیاری از سبک‌های شاخص دیگر داشت. جاز نیواورلینز که از اوایل دههٔ ۱۹۱۰ به وجود آمد، ترکیبی از دسته‌های دوره‌گرد سازهای بادی برنجی، رگتایم، موسیقی بلوز با بدیهه‌سازی‌های فراوان است.
در دههٔ ۱۹۵۰ ضرورت جاز آزاد با اجراهایی بدون متر خاص و ساختمان موسیقایی غیرعادی احساس شد. در اواسط این دهه، هارد باپ که معرف تأثیرات ریتم اند بلوز، موسیقی گاسپل و بلوز به خصوص در نوازندگی پیانو و ساکسوفون بود، توسعه یافت. مُدال جاز در اواخر دههٔ ۱۹۵۰ با استفاده از بداهه نوازی توسعه یافت. جاز راک فیوژن در اواخر دههٔ ۱۹۶۰ و اوایل دههٔ ۱۹۷۰ با تلفیق بداهه‌نوازی جاز با سازهای الکتریکی رایج در موسیقی راک، ظهور کرد. در اوایل دههٔ ۱۹۸۰، یک فرم تجاری از جاز فیوژن با نام جاز ملایم با پخش رادیویی قابل ملاحظه‌ای که یافت، موفقیت چشمگیری به‌دست آورد. باقی سبک‌ها و ژانرها از قبیل لاتین جاز و آفرو-کوبایی در دهه ۲۰۰۰ محبوب شدند.

## واژه‌شناسی و تعریف
پرسش اصالت واژه جاز (جاز) با تحقیقات قابل ملاحظه‌ای به نتیجه رسید و تاریخچه آن به خوبی ثبت شده‌است. به اعتقادی، به عبارت خودمانی جَسم (به انگلیسی jasm) مربوط است که به معنای «روحیه، انرژی» است که در سال ۱۸۶۰ به کار می‌رفت. نخستین ثبت نوشتاری این واژه در سال ۱۹۱۲ در یک مقاله لس‌آنجلس تایمز صورت گرفت که در آن یک بازیکن بیسبال یک توپ جاز را توصیف کرد: «به این دلیل که تلوتلو می‌خورَد و شما به سادگی نمی‌توانید کاری با آن بکنید.»
استفاده از این واژه در نوشته موسیقایی در اوایل ۱۹۱۵ در شیکاگو تریبون ثبت شد. نخستین استفاده از عبارت ثبت شده در متن موسیقایی در نیو اورلینز در ۱۴ نوامبر ۱۹۱۶ بوده‌است. در مصاحبه با ان‌پی‌آر، موسیقیدان آمریکایی، یوبی بلیک از اصل این عبارت عامیانه صحبت کرد و گفت که «در یک جایی آن را جاز صدا زدند در حالی که جاز نبود بلکه جَس بود که واژه نامناسبی بود و اگر شما معنی آن را می‌دانستید در جلوی خانم‌ها از آن عبارت استفاده نمی‌کردید.» انجمن گویش آمریکایی این واژه را واژه قرن بیستم انتخاب کرد.
بر همگان ثابت شده‌است که از آنجایی که جاز محدوده وسیعی از موسیقی را در طول بیش از ۱۰۰ سال دربرمی‌گیرد، تعریف جاز بسیار دشوار می‌باشد. همچنین برای تعریف جاز از نقطه نظر فرهنگ‌های موسیقی دیگر از قبیل تاریخچهٔ موسیقی اروپایی یا موسیقی آفریقایی تلاش‌هایی انجام شده‌است.
یک تعریف وسیع‌تر که دوره‌های مختلف جاز را پوشش می‌دهد توسط تراویس جکسون پیشنهاد شد: «جاز، موسیقی‌ای است که کیفیت‌های مختلفی از قبیل سوینگ، بداهه‌نوازی، تعامل گروهی، بها دادن به صدای منحصر به فرد هر موسیقیدان و پذیرا بودن در برابر امکانات موسیقایی مختلف را شامل می‌شود.» برخلاف تلاش‌های منتقدان و مشتاقان سبک‌های مختلف جاز که برای یافتن تعریف دقیق‌تر بحث می‌کردند، موسیقیدانان، خودشان را نسبت به تعریف موسیقی ای که اجرا می‌کنند بی‌میل نشان می‌دادند. برای مثال دوک الینگتون، یکی از چهره‌های برجستهٔ جاز، گفت: «همهٔ آن‌ها موسیقی هستند.»

## پیشینه

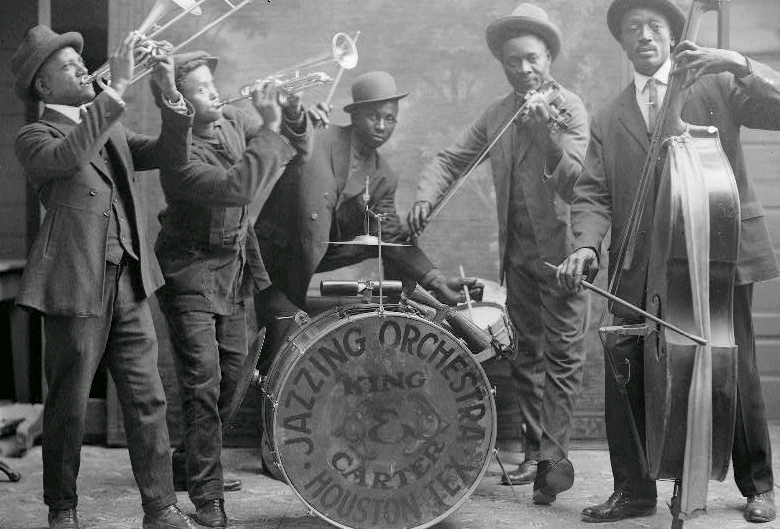
عکسی از ارکستر جاز «کینگ» و «کارتر» در هوستون، تگزاس، ژانویه ۱۹۲۱.

جاز در فرهنگ و موسیقی غرب آفریقا و نیز در سنت‌های موسیقایی سیاهان آمریکا مانند بلوز و رگتایم و دسته‌های موسیقی نظامی اروپایی ریشه دارد. در آغاز سده بیستم این گونه موسیقی در میان سیاهان آمریکا رواج یافت و در دهه ۱۹۲۰ در بسیار از کشورها رایج گردید. از آن زمان به‌بعد جاز تأثیر زیادی در عرصه موسیقی داشته و هنوز در تحول و تغییر است.
وینتون مارسالیس ترومپت‌نواز چیره‌دست آمریکایی و برندهٔ جایزه پولیتزر دربارهٔ جاز می‌گوید:
"جاز ابداع سیاه‌هاست. جاز بازگوکنندهٔ خیلی چیزهای عمیق روحی است و نه تنها دربارهٔ ما سیاه‌ها و نحوهٔ نگاه ما به مسائل است بلکه دربارهٔ اصل معنی زندگی مردم‌سالارانهٔ امروزی هم است. جاز همان شرافت نژاد سیاه است که به صورت صدا درآمده‌است. در این سبک از موسیقی همه چیز را می‌شود دید، چه ناگفته‌گذاشتن‌ها، چه نفوذ کردن‌ها، چه پیچیده‌بودن‌ها، و چه مستور ماندن‌ها همه را می‌شود در این سبک دید. تا جاییکه من می‌دانم نواختن جاز از همهٔ سبک‌ها سخت‌تر است. جاز بهترین تفسیر احساسات شخصی در تاریخ موسیقی غربی است."

## سبک‌ها
جاز خود به سبک‌های فرعی زیادی تقسیم می‌شود که برخی از آن‌ها عبارت‌اند از:
- دیکسی‌لند
- بیگ‌بند یا سوینگ
- بی‌باپ
- کول‌جاز
- فری جاز
- جاز برزیلی
- سالسا جاز
- فیوژن
- سول جاز
- اسید جاز
- سموث جاز
- مدال جاز
- آوانگارد جاز

## ایران و «جاز شرقی»

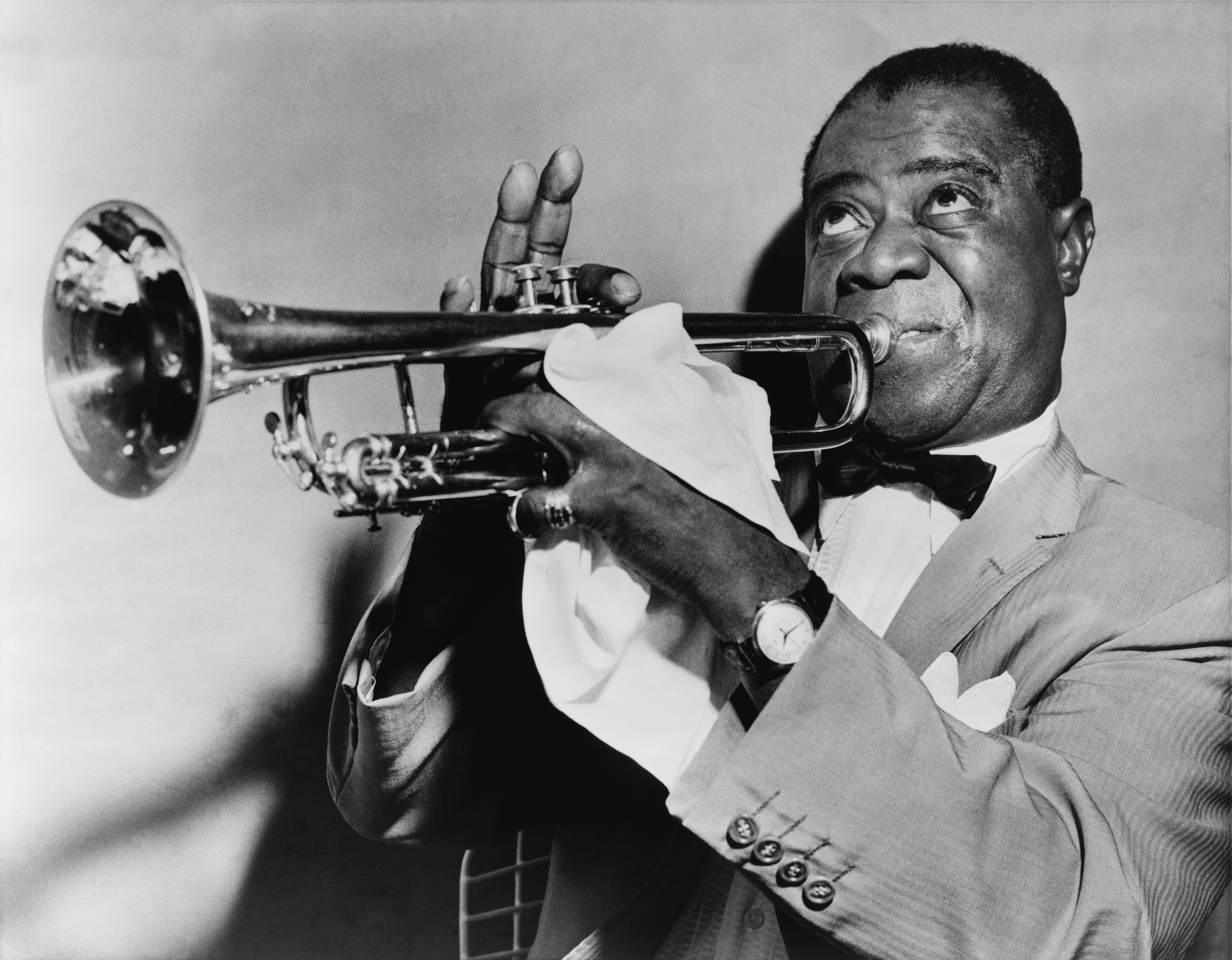
لوئیس آرمسترانگ در سال 1953

در دهه ۱۹۶۰ میلادی، دوک الینگتون، بزرگنام موسیقی جاز، قطعه‌ای به نام و افتخار اصفهان تنظیم نمود که مورد توجه قرار گرفت.
اما اولین خواننده جاز فارسی آلفرد لازاریان بود که در دههٔ ۴۰ شمسی تک‌آهنگی که از وی در رادیو پخش شد و مخاطبان زیادی به خود جذب کرد. اگرچه موج جاز در آن زمان طرفداران خود را به سرعت از دست داد. همان موقع مطبوعات علت کنار کشیدن وی را را اشکال‌تراشی در کار و عدم استقبال از جاز عنوان کردند.
در ۱۹۶۵، گروهی به رهبری لوید میلر و پرستون کیز سبک جدیدی از موسیقی جاز بنام «جاز شرقی» ابداع نمودند که در آن موسیقی سنتی ایران با موسیقی جاز آمیخته گردید. دستاوردهای این گروه اهل یوتا که Oriental Jazz Quartet نام گرفت، بسیار در ایران مورد توجه قرار گرفت، و حتی از تلویزیون ملی ایران نیز پخش می‌شد.